# Frank Cappello
Frank A. Cappello es un guionista, productor y director de cine estadounidense. Entre sus realizaciones se incluyen el haber escrito el guion de Constantine, y haber escrito, dirigido, y producido He Was a Quiet Man.

## Filmografía
Guionista:
- Suburban Commando (1991)
- No Way Back (1995)
- Constantine (2005)
- He Was a Quiet Man (2007)

Director:
- American Yakuza (1993)
- No Way Back (1995)
- He Was a Quiet Man (2007)